# Контрада деј Мури (Перуђа)
Контрада деј Мури је насеље у Италији у округу Перуђа, региону Умбрија.
Према процени из 2011. у насељу је живело 65 становника. Насеље се налази на надморској висини од 251 м.